# Сант'Елена (Тревизо)
Сант'Елена је насеље у Италији у округу Тревизо, региону Венето.
Према процени из 2011. у насељу је живело 838 становника. Насеље се налази на надморској висини од 7 м.